# Stănești (Gorj)
Stăneşti é uma comuna romena localizada no distrito de Gorj, na região de Oltênia. A comuna possui uma área de 100.08 km² e sua população era de 2608 habitantes segundo o censo de 2007.